# Stapelvara
Med stapelvara avsågs tidigare en exportvara som bara fick lagras och gå genom en stapelstad. Numera avses med en stapelvara huvudprodukten för ett land, ett område, en ort, en bransch eller ett företag. En stapelvara är homogen (kaffe, metaller, spannmål, olja, papper etc).